# 8148 Golding
8148 Golding este un asteroid din centura principală de asteroizi.

## Descriere
8148 Golding este un asteroid din centura principală de asteroizi. A fost descoperit pe 15 februarie 1985 la Observatorul La Silla de Henri Debehogne. Asteroidul prezintă o orbită caracterizată de o semiaxă mare de 2,26 ua, o excentricitate de 0,06 și o înclinație de 0,6° în raport cu ecliptica.